# DEFA5
DEFA5‏ (Defensin alpha 5) هوَ بروتين يُشَفر بواسطة جين DEFA5 في الإنسان.